# Сумський фаховий коледж мистецтв і культури імені Дмитра Бортнянського
Сумський фаховий коледж мистецтв і культури ім. Д. С. Бортнянського — навчальний заклад у Сумах І-ІІ рівнів акредитації, сформований у 1997 році в сучасному вигляді на базі ліквідованих Сумського музичного училища імені Д. С. Бортнянського та Сумського училища культури. Зараз директор закладу — Надія Миколаївна Гринь.

## Історія
1919 в Сумах заснована музична професійна школа Леонідом Кагадеєвим. У 1960 відповідно до наказу Міністра культури УРСР
за № 273‑В від 7 червня 1960 р заклад отримав статус училища й почав іменувався як Сумське музичне училище.
1985 закладу присвоєно ім'я українського композитора Дмитра Бортнянського.

### Викладачі
Викладачем духових інструментів у 1960-их роках був російський музикант Євгеній Можеєвський, теоретичних предметів — кандидат мистецтвознавства Дубравін Валентин Володимирович.

### Випускники
Серед випускників училища минулих років — засновник хору «Хрещатик» Лариса Бухонська, співак традиційної української естради Віталій Білоножко, бандурист Анатолій Абрамов.

## Сучасність
Коледж має такі відділи:
- Музичне мистецтво
- Народна художня творчість
- Бібліотечна справа
- Образотворче мистецтво
- Хореографія
- Видовищно-театралізовані заходи

При коледжі діють студентські колективи:
- Лауреат Всеукраїнських фестивалів, лауреат обласної премії імені П. Рудя — народний ансамбль народного танцю «Молодість» (керівник — заслужений працівник культури України Євтушенко В. В.),
- Лауреат II всеукраїнського конкурсу хорових колективів імені М. Леонтовича (м. Київ) — академічний хор училища (керівник — Ткаченко Р. В., концертмейстер — Гутенко О. Ю.);
- Дипломант всеукраїнських фестивалів духової музики «Сурми Конституції» (з 2009 р. — «Сурми України») — Народний оркестр духових інструментів училища (керівник — Гришин В. О.).
- оркестр народних інструментів (керівник — Лелюшкін Ю. Г.);
- камерний оркестр (керівник — Хомініч Р. В.);
- естрадно-симфонічний оркестр (керівник — Гришин В. О.);
- ансамбль скрипалів (керівник — Подячева Т. В., концертмейстер — Бошко Н. В.);
- ансамбль народних інструментів (керівник — Лелюшкін Ю. Г.);
- ансамбль гітаристів (керівник — Литовченко Т. В.);
- тріо бандуристок (керівник — Лелюшкіна Р. І.).

Коледж проводить Всеукраїнський конкурс хорових диригентів імені Д. С. Бортнянського серед студентської молоді, ігрові програми «Українські вечорниці», «Новорічні свята», «Масляна». Студенти та викладачі відділу — активні учасники міських, обласних та Всеукраїнських виставок.

## Галерея

Інтер'єр 2-го поверху — скульптура і картини
Фоє перед концертним залом із стендами, присвяченими Д. Бортнянському
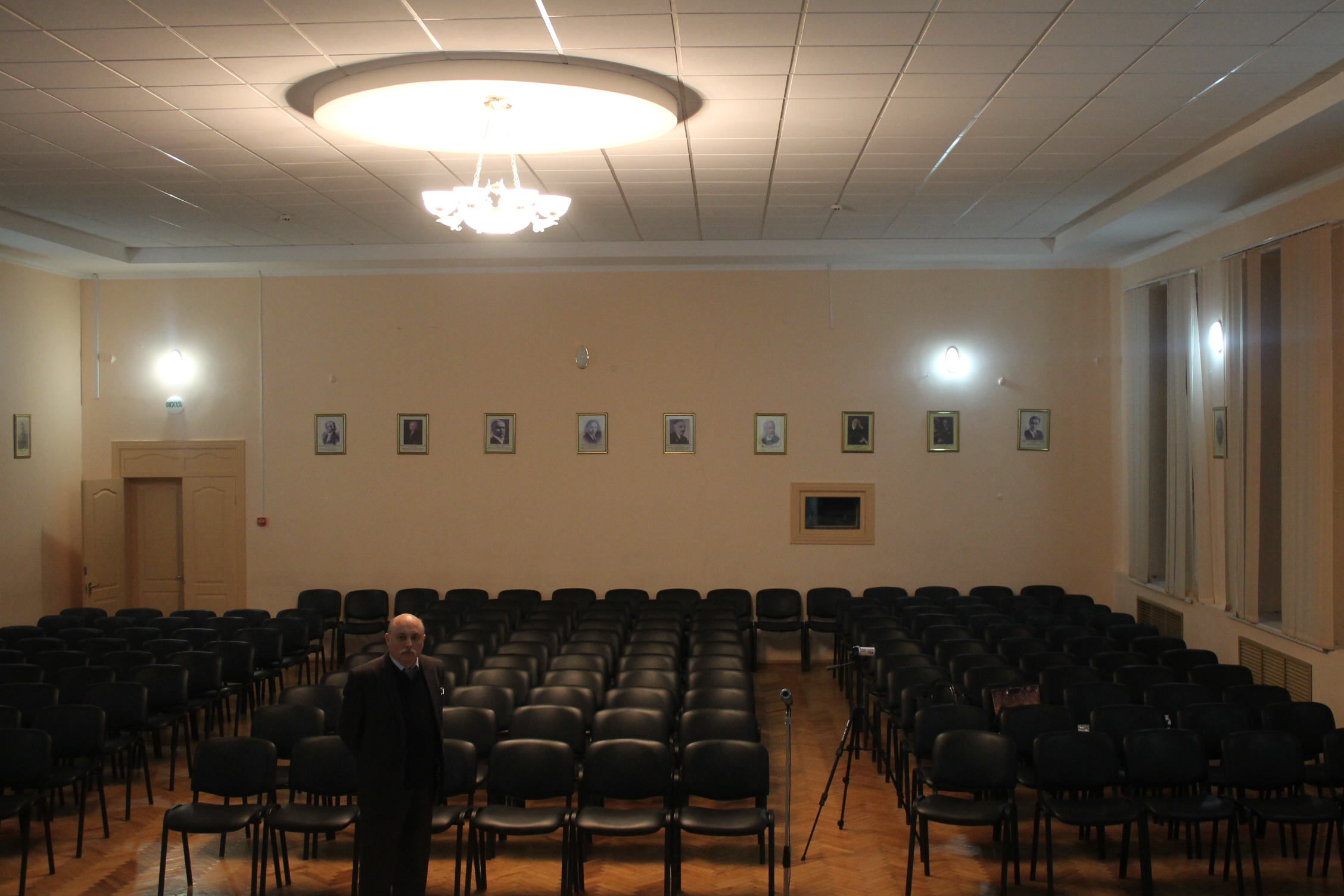
Професор Сумського педагогічного університет Олександр Стахевич у залі Сумського музичного училища